# Sarah Gavron
Sarah Gavron (20 aprile 1970) è una regista britannica.

## Biografia
Figlia dell'editore e filantropo Robert Gavron e di Nicky Gavron politica laburista vice sindaco di Londra dal 2000 al 2008. Gavron studia alla University of York laureandosi nel 1992 in letteratura inglese, l'anno seguente ottiene un master in storia del cinema dall'Edinburgh College of Art. Lavora per tre anni alla BBC per poi studiare regia alla National Film and Television School di Londra.
Gavron inizia la sua carriera da regista filmando documentari e film per la televisione.
Il suo esordio cinematografico avviene nel 2007 con il film Brick Lane, tratto dall'omonimo romanzo di Monica Ali. Per il film Sarah Gavron viene nominata come miglior regista ai premi BAFTA e BIFA.
Nel 2015 dirige il film Suffragette, basato sulla storia del movimento delle suffragette inglesi e interpretato da Carey Mulligan, Helena Bonham Carter e Meryl Streep. Il film è stato presentato in Italia il 21 novembre 2015 al 33° Torino Film Festival e distribuito nelle sale cinematografiche il 3 marzo 2016.

## Filmografia

### Cinema
- Brick Lane (2007)
- Village at the End of the World - Documentario (2012)
- Suffragette (2015)
- Rocks (2019)

### Televisione
- This Little Life (BBC, 2003)

### Cortometraggi
- The Girl in the Lay-By (2000)
- Losing Touch (2000)

## Premi e riconoscimenti

### BAFTA
- 2008 - Candidatura a miglior esordio britannico da regista, sceneggiatore o produttore per "Brick Lane"

### British Independent Film Awards
- 2007 - Candidatura a miglior regista per "Brick Lane"

### Women Film Critics Circle
- 2015 - Miglior film diretto da una donna per "Suffragette"
- 2015 - Miglior film sulle donne per "Suffragette"

### Hamptons International Film Festival
- 2015 - Tangerine Entertainment Juice Award per "Suffragette"